# Rataje (okres Tábor)
Rataje (německy Rattai) jsou obec v okrese Tábor v Jihočeském kraji. Žije v ní 219 obyvatel.

## Historie
První písemná zmínka o Ratajích pochází z roku 1352. Vesnice byla roku 1360 rozdělena mezi tři majitele. Jedním byl Petr Stolice z Rataj se synem Janem, druhým Purkart z Rataj a třetím Ješek Svenkla z Vršovic. Kterému z nich patřila zdejší tvrz však není jasné. K Purkartovu statku ve vsi patřil poplužní dvůr, dvě krčmy a dva podsedci. Roku 1368 část vsi vlastnil Jan z Podolí, jehož synové Onš a Beneš z Podolí získali Purkartův díl. Jinou část vsi v té době vlastnil Jan Stolička z Rataj, syn Petra Stolice. Jan zemřel před rokem 1395 a jeho syn Ješek Stolička ratajskému kostelu věnoval roční plat ve výši jedné a půl kopy grošů. Před rokem 1415 byla vesnice rozdělena na dva díly, z nichž jeden patřil k Dobronicím a druhý k Podolí, takže ratajská tvrz nejspíše v té době zanikla.
V 16. století jeden díl vesnice patřil k bernartickému panství, druhá část patřila k majetku Hozlauerů na hradu Dobronice. V roce 1594 koupil i první díl Kryštof Hozlauer. Po bitvě na Bílé Hoře byla vesnice zkonfiskována a prodána Šternberkům. Nadále sdílela osudy nedaleké Bechyně. V 17. století je evidováno sedm osazených usedlostí a třináct pustých.

## Obyvatelstvo
| Rok            | 1869 | 1880 | 1890 | 1900 | 1910 | 1921 | 1930 | 1950 | 1961 | 1970 | 1980 | 1991 | 2001 | 2011 | 2021 |
| -------------- | ---- | ---- | ---- | ---- | ---- | ---- | ---- | ---- | ---- | ---- | ---- | ---- | ---- | ---- | ---- |
| Počet obyvatel | 588  | 587  | 518  | 544  | 575  | 522  | 503  | 337  | 362  | 309  | 259  | 224  | 200  | 191  | 177  |
| Počet domů     | 85   | 91   | 92   | 91   | 93   | 92   | 96   | 91   | 85   | 83   | 72   | 89   | 90   | 91   | 95   |

## Obecní správa

### Části obce
- Kozín
- Rataje

Od 14. června 1964 do 23. listopadu 1990 k obci patřila i Haškovcova Lhota a od 1. července 1980 do 23. listopadu 1990 také Dobronice u Bechyně.

### Obecní symboly
Znak a vlajka byly obci uděleny rozhodnutím předsedy Poslanecké sněmovny Parlamentu České republiky dne 5. října 2004.

## Pamětihodnosti
- Kostel Nejsvětější Trojice se nachází na vyvýšeném návrší v obci. Barokní přestavbou prošel kostel v 18. století. V ohradní zdi hřbitova jsou dvě branky se štítovými nástavci a výklenková kaple.[11]
- U kostela se nachází klasicistní budova fary čp. 18.[11]
- Na severovýchodním okraji se dochovaly terénní pozůstatky ratajské tvrze ze čtrnáctého století.[12]
- Pod kostelem se nachází dům čp. 46 s letopočtem 1893.
- Pod návrším u kostela se nalézá vysoký kamenný pomník padlým v první světové válce.
- U hasičské zbrojnice v dolní části obce se nachází kříž v ohrádce.
- Před usedlostí čp. 45 se nachází litinový kříž na nízkém kamenném podstavci. Kříž je zdobený u paty obdélnou deskou s motivem andělíčka a božího oka. Nad motivem božího oka je další vyobrazení anděla a nad ním v kulatém štítku je tento nápis: Bůh s Tebou.
- Za mostem přes říčku Smutnou, u bývalého mlýna čp. 42 se nachází novodobá výklenková kaple. Nad vchodem je uvedená datace 2009.
- Další výklenková kaple se nalézá na zahradě u domu čp. 87.[11]
- Poblíž kaple se přes silnici nachází dům čp. 68 datovaný 1862.
- Ve vsi se nachází řada zděných lidových staveb. Usedlosti mají vesměs klenutou bránu, některé křídlové štíty a pochází z druhé poloviny 19. století a z počátku 20. století. V horní polovině návsi se nachází usedlost čp. 7, 8 (s datací 1862), čp. 9 (okolo roku 1850), čp. 10, 11, 12, 13. Usedlost čp. 20 s neobvyklým štítem, která se nachází naproti kostelu, je z 19. století. Z hospodářských staveb z druhé poloviny 19. století je charakteristická stodola s cihlovými vyzdívkami větracích otvorů u usedlosti čp. 1.[11]
- Sopečný mohylník, archeologické naleziště směrem jihovýchodně z vesnice

## Galerie

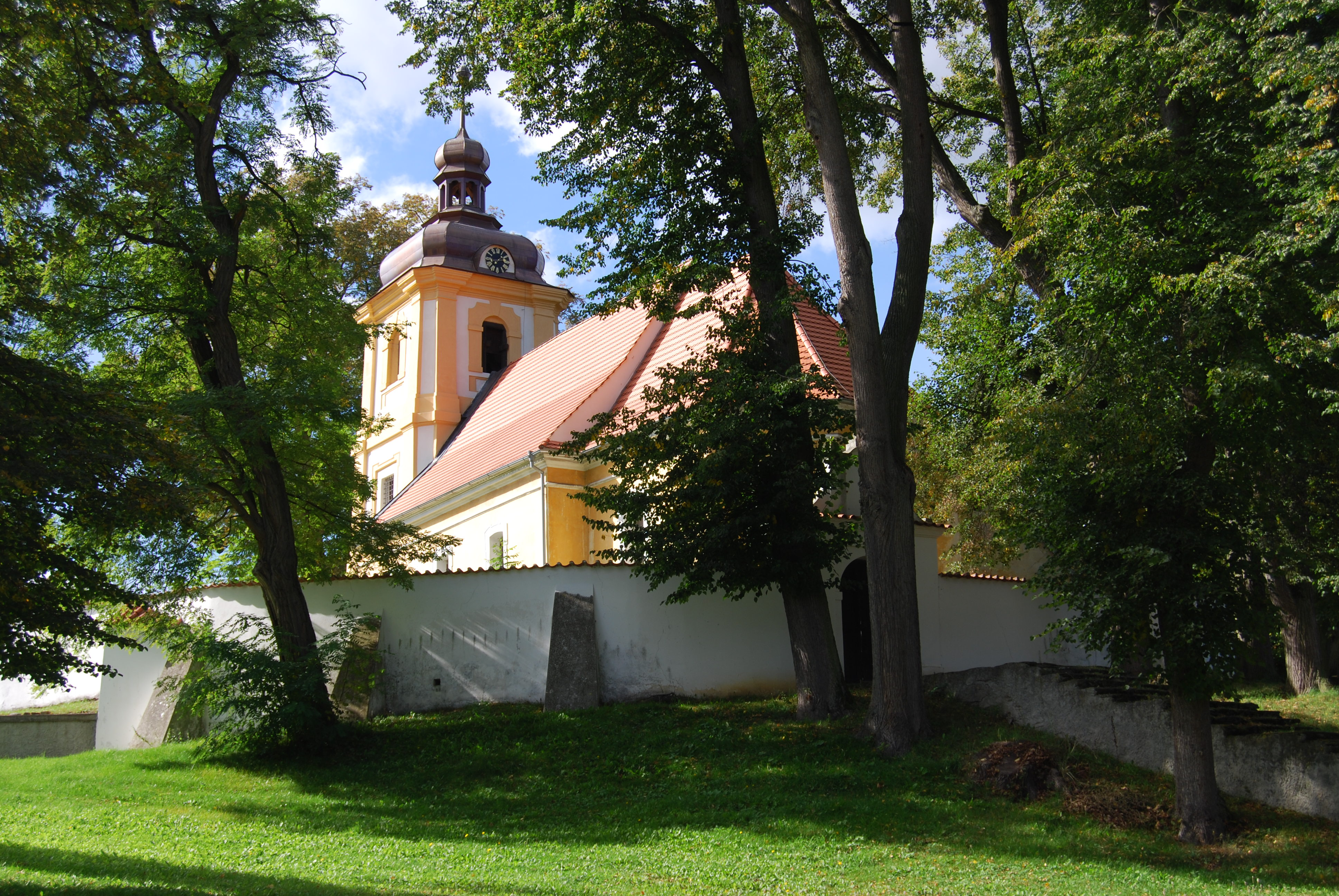
Kostel Nejsvětější Trojice
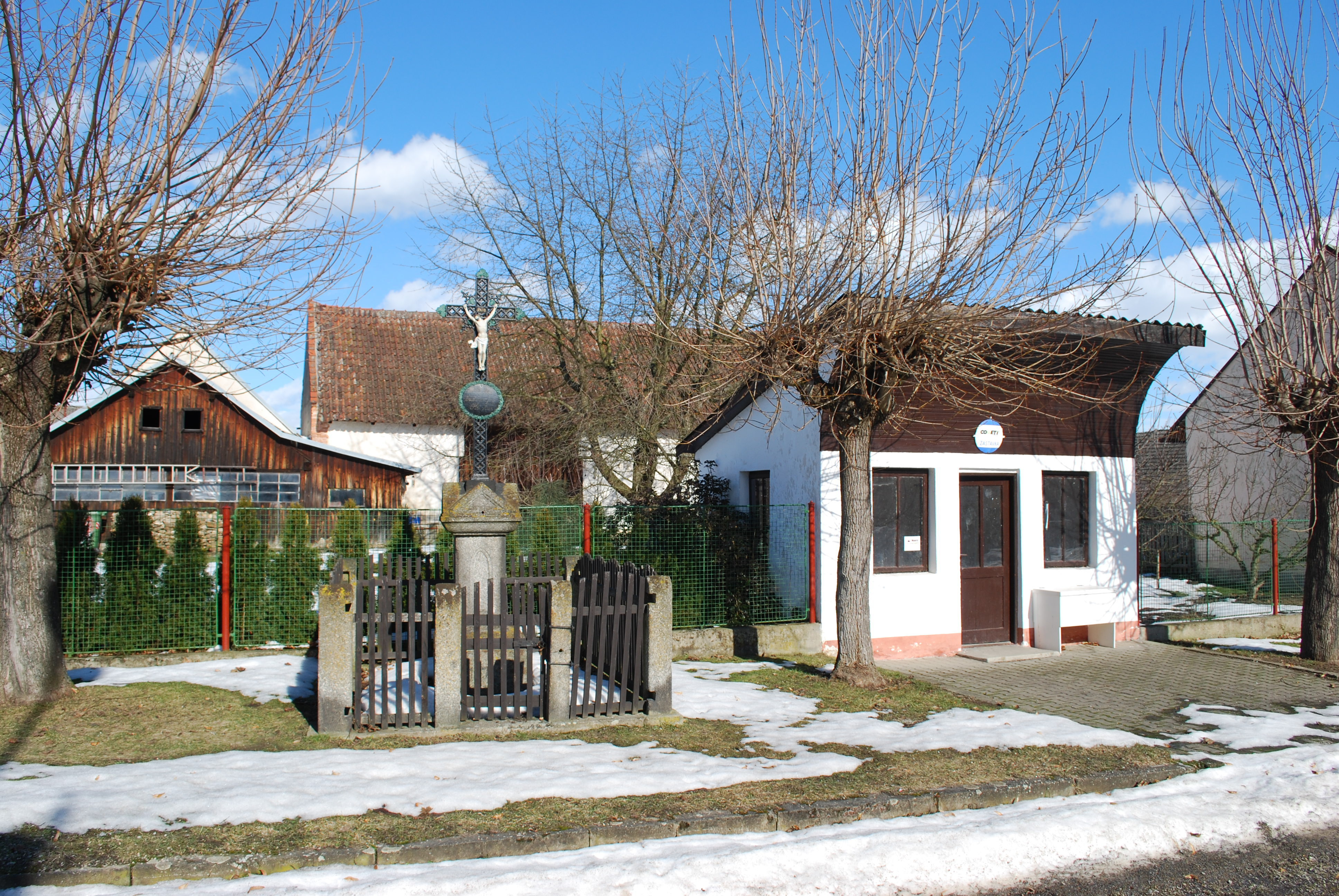
Křížek v obci
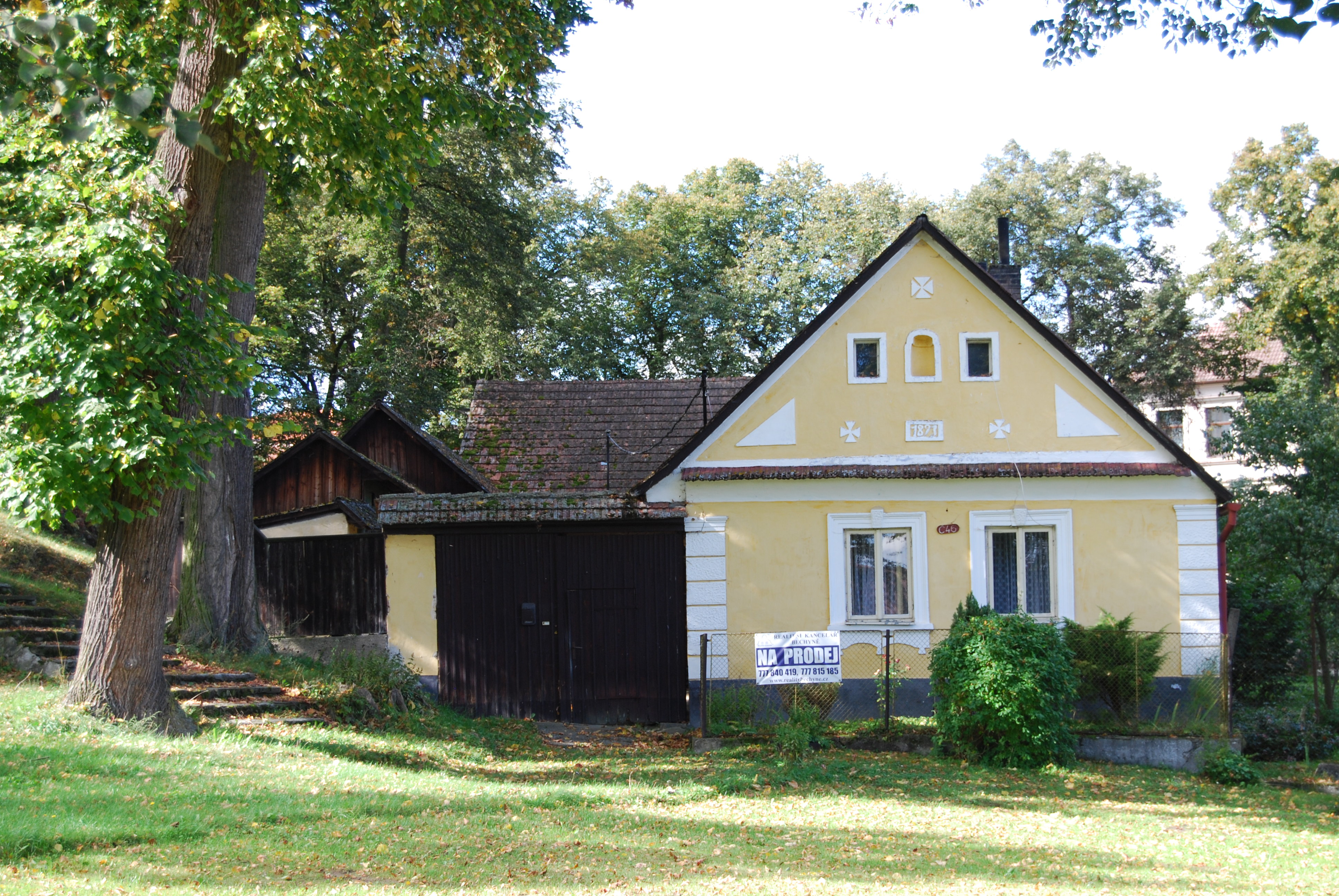
Chalupa pod kostelem
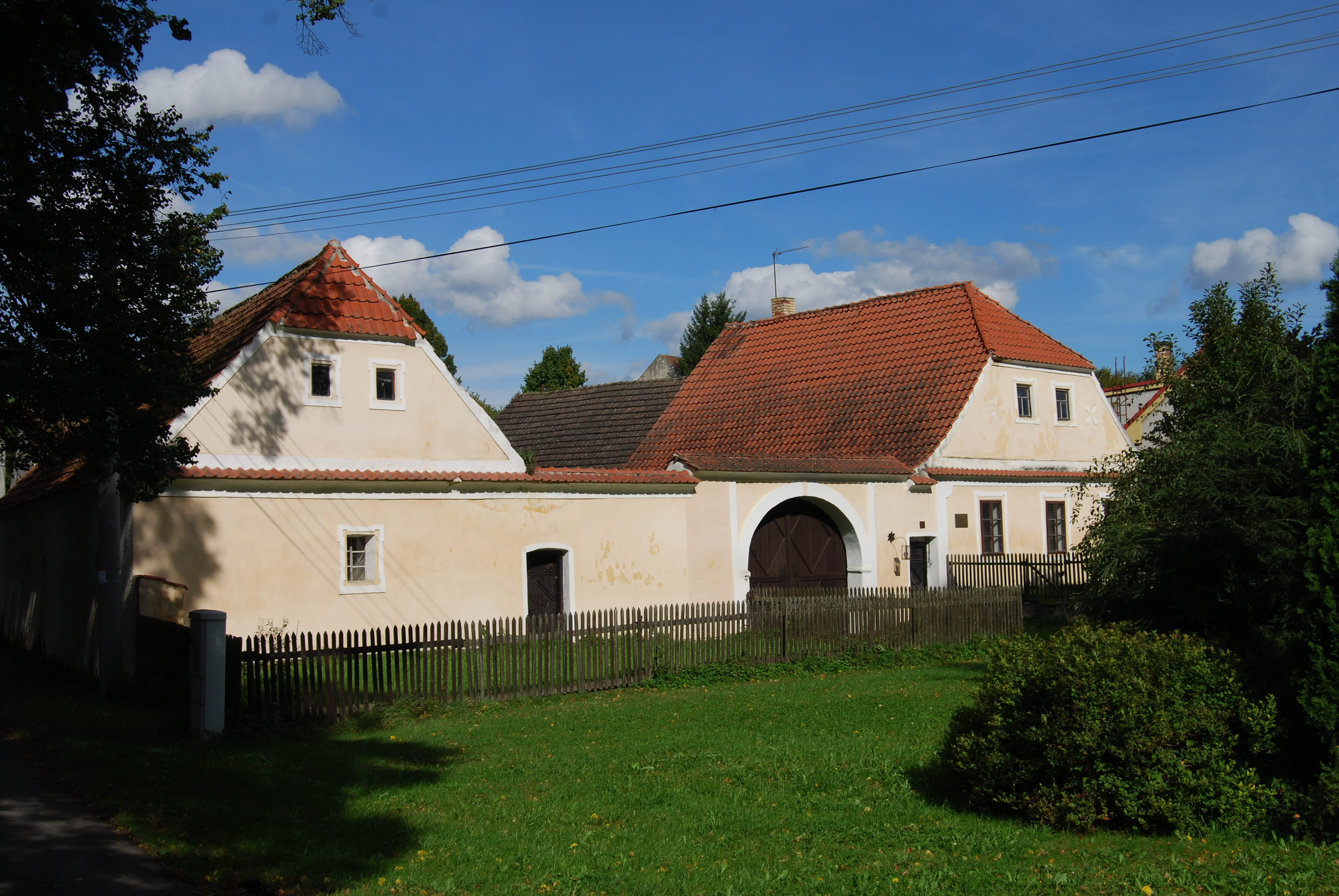
Bývalý mlýn
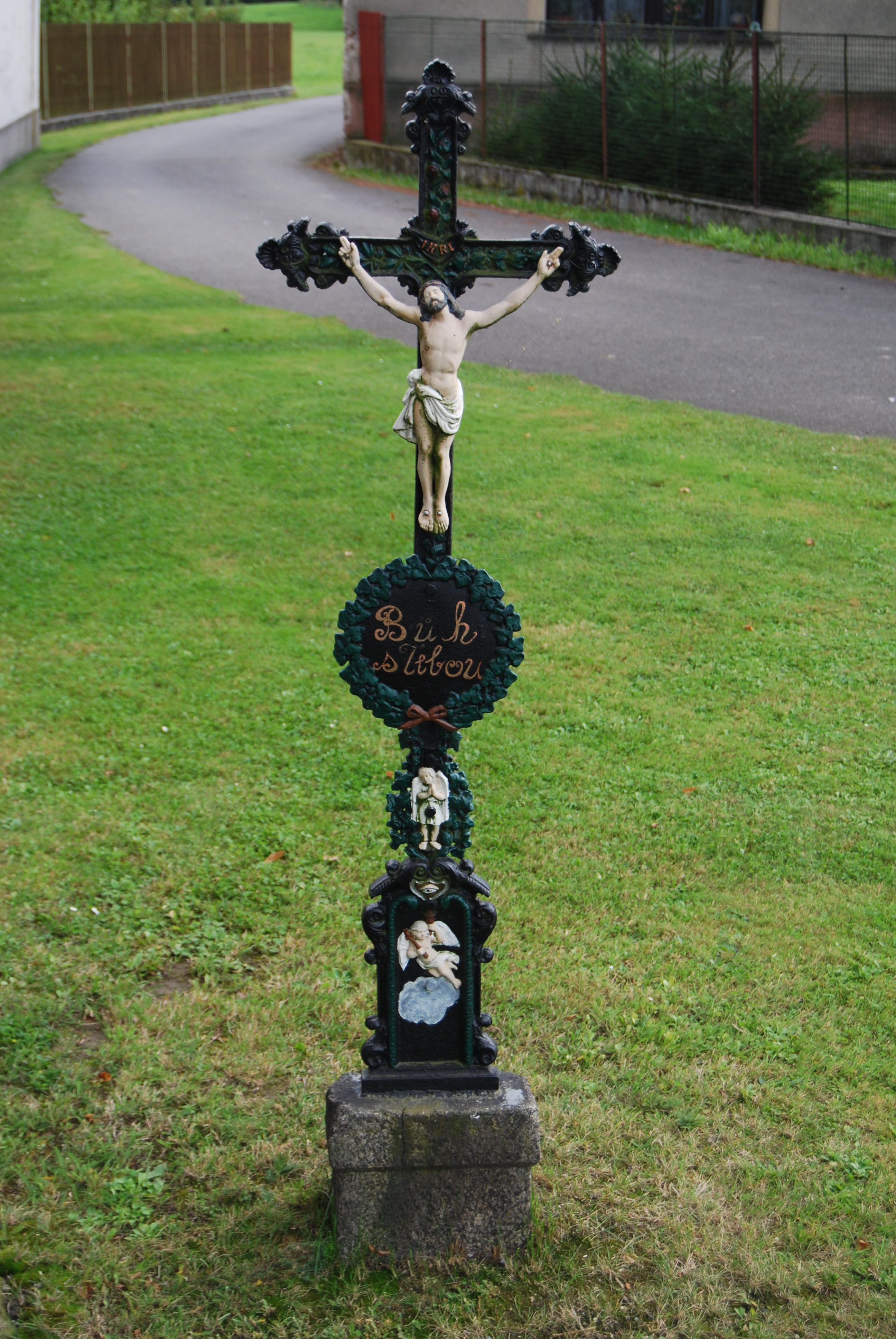
Kříž před mostem